# Cratere Peña
Peña è un cratere sulla superficie di Venere. È intitolato a Tonita Peña, artista nativa americana dei pueblo.